# مش أنا (فلم)
مش أنا فيلم كوميدي مصري من إنتاج سنة 2021. الفيلم من إخراج سارة وفيق، وتأليف تامر حسني، وإنتاج تامر مرسي، ومن بطولة تامر حسني، وحلا شيحة، وماجد الكدواني، وحجاج عبد العظيم، وسوسن بدر.

## ملخص القصة
يُصاب حسن بحالة غريبة تفقده السيطرة على يده، فيصبح مع مرور الوقت ضحية العديد من المواقف الصعبة والمحرجة، بينما يرفض كل من حوله تصديق حالته.

## طاقم التمثيل
- تامر حسني بدور حسن
- حلا شيحة بدور جميلة
- ماجد الكدواني بدور جاستن
- حجاج عبد العظيم
- سوسن بدر بدور والدة حسن

### ضيوف الشرف
- محمد عبد الرحمن
- فايز المالكي
- عصام السقا
- إياد نصار
- اسما سليمان
- محمد الجوهري
- ياسمين البشبيشي

## الإنتاج
- كتب تامر حسني قصة وسيناريو الفيلم، وكان الفيلم من إخراج سارة وفيق. المنتج تامر مرسي.